# Luis Marín (chilijski piłkarz)
Luis Antonio Marín Barahona (ur. 18 maja 1983 w Santiago) – chilijski piłkarz występujący na pozycji bramkarza. Od 2008 roku zawodnik Unión Españoli, grającej w Primera División de Chile.

## Kariera klubowa
Marín jest wychowankiem Audax Italiano, w którym występował w latach 2003-2006. W 2007 roku przeniósł się do Lota Schwager, zaś w 2008 roku do Unión Españoli.

### Statystyki klubowe
| Klub           | Sezon | Rozgrywki                 | Mecze | Gole |
| -------------- | ----- | ------------------------- | ----- | ---- |
| Unión Española | 2010  | Primera División de Chile | 0     | 0    |
| Unión Española | 2009  | Primera División de Chile | 21    | 0    |
| Unión Española | 2008  | Primera División de Chile | 1     | 0    |
| Lota Schwager  | 2007  | Primera División de Chile | 28    | 0    |
| Audax Italiano | 2006  | Primera División de Chile | ?     | ?    |
| Audax Italiano | 2005  | Primera División de Chile | ?     | ?    |
| Audax Italiano | 2004  | Primera División de Chile | ?     | ?    |
| Audax Italiano | 2003  | Primera División de Chile | ?     | ?    |

Ostatnia aktualizacja: 1 stycznia 2010.

## Kariera reprezentacyjna
Luis Marín znalazł się w szerokiej kadrze reprezentacji Chile na Mundial 2010.

### Statystyki reprezentacyjne
| Reprezentacja | Rok  | Mecze | Gole |
| ------------- | ---- | ----- | ---- |
| Chile         | 2010 | 3     | 0    |

Ostatnia aktualizacja: 26 maja 2010.